# História da Câmara Municipal de Vitória: os atos e as atas
História da Câmara Municipal de Vitória: os anos e as atas é um livro sobre a história da Câmara Municipal de Vitória (Espírito Santo), abrangendo desde a Era Colonial até a atualidade. Seu autor é o historiador Estilaque Ferreira dos Santos, cuja obra inclui a história do político capixaba Muniz Freire. A edição do livro foi uma iniciativa da 17ª legislatura da Câmara Municipal de Vitória (biênio 2013/2014). Depois de lançar o livro em 30 de dezembro de 2014, a Câmara o tem distribuído gratuitamente.
De acordo com o autor, sua intenção ao escrever o livro era mostrar como a Câmara Municipal de Vitória exerceu sua dupla função, de governar e fiscalizar. O resultado foi "uma extensa introdução sobre a História da Câmara de Vitória ou, digamos assim, um trabalho 'propedêutico' sobre o assunto, com a esperança de que, no futuro, outros estudos [...] possam ser realizados sobre aspectos específicos".
A maior dificuldade em escrever o livro teria sido a falta de documentos, especialmente na Era Colonial. Apesar de a Câmara Municipal de Vitória ter sido mencionada em 1558 numa carta do donatário Vasco Fernandes Coutinho ao governador-geral Mem de Sá, não foram localizados documentos anteriores atestando a sua fundação. Essa falta de documentos diminuiu a partir da Era Republicana, mas voltou a ser um problema durante a Ditadura Militar, pois as atas do período desapareceram.